# Operación Spring
La Operación Spring fue una operación ofensiva de la Segunda Guerra Mundial realizada por el II Cuerpo Canadiense durante la campaña de Normandía en 1944. El plan tenía la intención de crear presión sobre las fuerzas alemanas que operaban en el frente británico y canadiense simultáneamente con la Operación Cobra, una ofensiva estadounidense. La Operación Spring estaba destinada a capturar la cresta de Verrières y las aldeas en la ladera sur de la cresta. La defensa alemana de la cresta contuvo la ofensiva el primer día e infligió muchas bajas a los canadienses.

## Antecedentes
Caen había sido capturado el 19 de julio de 1944 durante la Operación Goodwood, después de seis semanas de guerra de posiciones en Normandía. A unos 8 km al sur de Caen, Verrières bloqueó un avance directo de las fuerzas aliadas en Falaise. Los intentos de tomar la cresta durante Goodwood fueron frustrados por el I Cuerpo Panzer SS (general Sepp Dietrich). El II Cuerpo Canadiense (teniente general Guy Simonds) llevó a cabo la Operación Atlántic al mismo tiempo y capturó los suburbios de Caen en la orilla sur del Orne. Los contraataques de las Divisiones Panzer de Dietrich detuvieron el avance canadiense antes de Verrières e infligieron 1.349 bajas a los canadienses durante la operación.

## Plan
La segunda fase requirió que los montañeses de Calgary se mudaran de St. Martin para capturar May-Sur-Orne y Bourguebus Ridge, asegurando los flancos de Verrières. En la tercera fase, Black Watch se trasladaría desde la colina 61 a St. Martin, se reuniría y atacaría la cresta de Verriéres con apoyo de tanques y artillería. En la cuarta fase, Simonds se movería con armadura y artillería para alcanzar los objetivos finales al sur de la cresta, haciendo un saliente en las defensas alemanas.

## Preparaciones alemanes
Los alemanes esperaban nuevos ataques en la cresta de Verrières y enviaron refuerzos en los días anteriores al ataque. A fines del 24 de julio, se habían trasladado al sector 480 tanques, 500 cañones de campaña y cuatro batallones de infantería más. Mensajes ultra descifrados que lo señalan e informaron al Cuartel General del II Cuerpo Canadiense.

## Batalla

### Fase 1

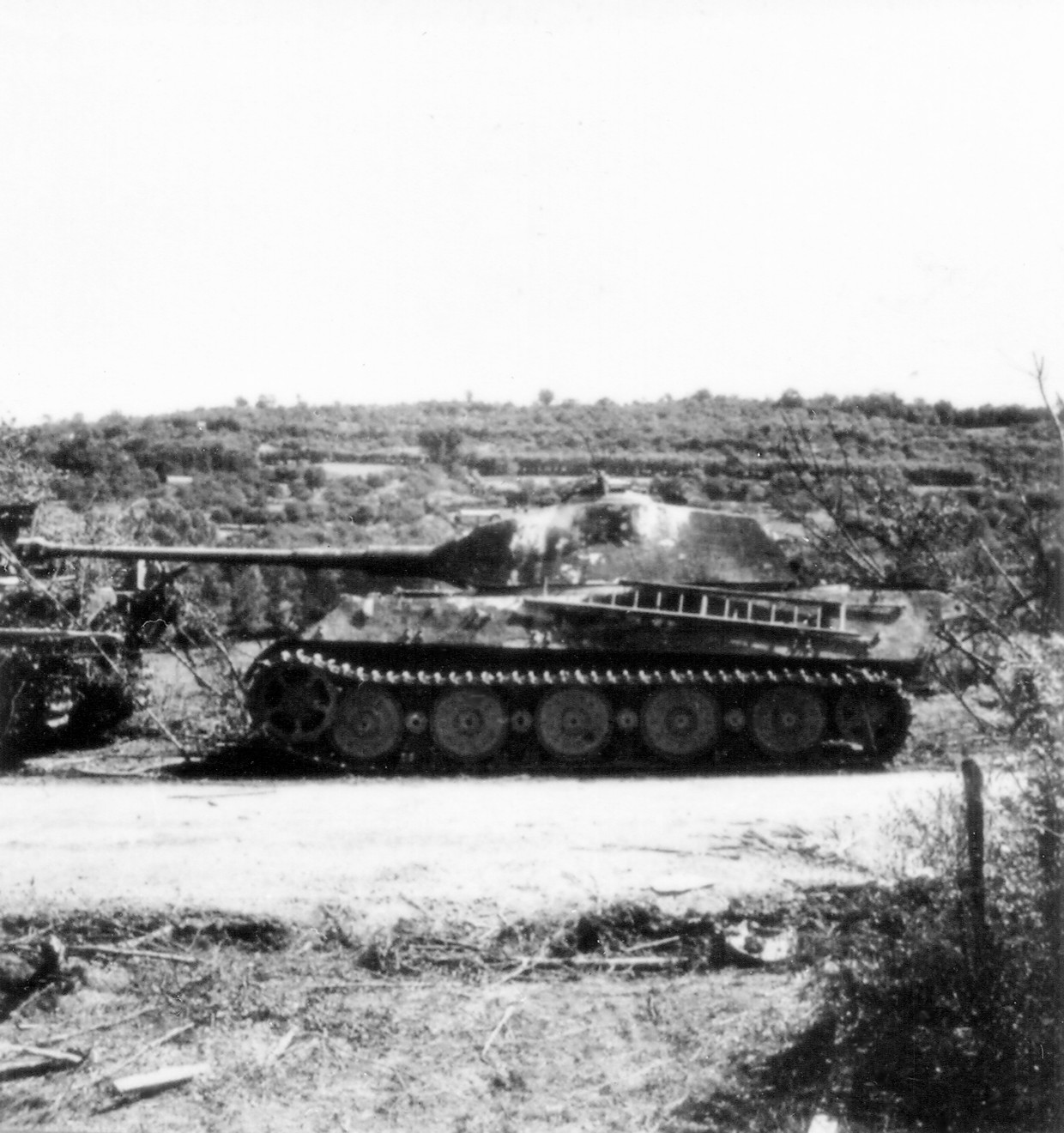
Tanques King Tiger alemanes en el noroeste de Francia, julio de 1944

El 25 de julio, a las 03:30, los montañeses del norte de Nueva Escocia atacaron Tilly-la-Campagne. Simonds había desarrollado un complejo sistema de iluminación utilizando reflectores reflejados en las nubes, lo que permitía a los Novas del Norte ver las posiciones alemanas, pero esto significaba que los Novas del Norte eran visibles para los defensores alemanes. A las 04:30, las empresas líderes dispararon una bengala, lo que indica que se había cumplido el objetivo. En la siguiente hora, el teniente coronel Charles Petch comenzó a trasladar refuerzos a la aldea para ayudar a "limpiar" a los últimos defensores alemanes. Hacia el oeste, la Infantería Ligera Real de Hamilton, encontró una oposición inicial decidida, logró asegurar la aldea de Verrières a las 05:30. A las 07:50, el teniente coronel John Rockingham informó a Simonds que su batallón se había atrincherado en el objetivo.

### Fase 2
El 25 de julio, los montañeses de Calgary atacaron May-sur-Orne y Bourguebus Ridge, pero descubrieron que el área de reunión de St Martin todavía estaba ocupada por tropas alemanas. Dos compañías de los montañeses de Calgary pasaron por alto St Martin y llegaron a las afueras de May-Sur-Orne. Después de eso, se perdió el contacto por radio y ambas compañías sufrieron muchas bajas. A última hora de la mañana, los montañeses de Calgary aseguraron St Martin y luego atacaron Bourguebus Ridge. Después de dos costosos ataques, los montañeses de Calgary lucharon por aferrarse a May-Sur-Orne.

### Fase 3
La fase III requirió una sincronización cuidadosa, dos intentos del regimiento de escocés Essex y del regimiento del sur de Saskatchewan habían sido costosos fracasos El apoyo de tanques y artillería no se materializó y la infantería llegó con cuatro horas de retraso para llegar a su zona de reunión de San Martín. Los Black Watch se topó con una decidida resistencia alemana que se movía desde la colina 61 hasta la aldea. Cuando comenzó el ataque en la cresta de Verrières la infantería fue disparada desde tres lados, el área de la fábrica al sur de St. Martin, y de la cresta de Verrières y unidades alemanas en el otro lado del Orne. En cuestión de minutos, las comunicaciones se interrumpieron y los Black Watch perdió a todos menos a 15 de sus soldados atacantes. Fue el día más sangriento para las fuerzas canadienses desde Dieppe

### Contraataques alemanes
Durante varios días, las tropas alemanas, principalmente las divisiones Panzer 9 y 12 SS, continuaron reduciendo las posiciones canadienses ganadas en la Operación Spring. Los montañeses de Calgary finalmente se retiraron de May-sur-Orne y el Regimiento de Nueva Escocia del Norte se vio obligado a retirarse de Tilly-la-Campagne. Las fuerzas alemanas contraatacaron inmediatamente en la aldea de Verrières, pero fueron rechazadas. Durante los dos días siguientes, el RHLI luchó "fanáticamente" para defender la cresta, derrotando a docenas de contraataques desde posiciones de ametralladoras y antitanques bien colocadas. El 26 de julio, los comandantes alemanes declararon "Si cruzas la cresta, eres hombre muerto" a los soldados desplegados en la ladera sur de Verrières. En su posesión de la aldea, el RHLI sufrió más de 200 bajas. Los contraataques alemanes lograron forzar a los propios Cameron Highlanders de Canadá, Calgary Highlanders y Black Watch a retirarse de May-sur-Orne y St Martin. La compañía de apoyo Black Watch y los montañeses de Calgary sufrieron muchas bajas al verse obligados a retirarse de sus posiciones.

## Luego de la batalla
La Operación Cobra comenzó el mismo día y los alemanes no estaban seguros de cuál era la operación principal. La Operación Spring se tomó como el esfuerzo principal durante aproximadamente dos días, debido a la importancia que le dieron a mantener el terreno al sur de Caen, antes de darse cuenta de que Cobra era el esfuerzo principal y transfirió tropas hacia el oeste. La Operación Totalize y la Operación Tractable se lanzaron en agosto y capturaron más terreno contra menos oposición. La Historia Oficial del Ejército Canadiense se refiere a Spring como un "ataque de retención" en el sentido de que fue lanzado con objetivos ofensivos pero también firmemente con la intención de retrasar el redespliegue de las fuerzas alemanas hacia el oeste.
Charles Stacey, el historiador oficial canadiense escribió:
Esta demora vital de cuarenta y ocho horas que el derramamiento de sangre en la Operación "Primavera" había contribuido a comprar; aunque esa operación ciertamente no hizo más que reforzar el ya poderoso efecto de las operaciones "Goodwood" y "Atlantic". "Spring" fue simplemente el último y no el menos costoso incidente del largo "ataque de retención" que las fuerzas británicas y canadienses habían llevado a cabo, de acuerdo con el plan de Montgomery, para crear la oportunidad de un golpe decisivo en el flanco opuesto de la cabeza de puente.. Había existido una necesidad estratégica urgente para ello; y la urgencia se subrayó fuertemente en las comunicaciones del Comandante Supremo a Montgomery. La oportunidad se había creado ahora ampliamente, y las columnas estadounidenses, que rodaban hacia el sur desde St. Lo, la estaban aprovechando al máximo. Pero la dura lucha en el frente de Caen aún no había terminado.